# Franz Pforr

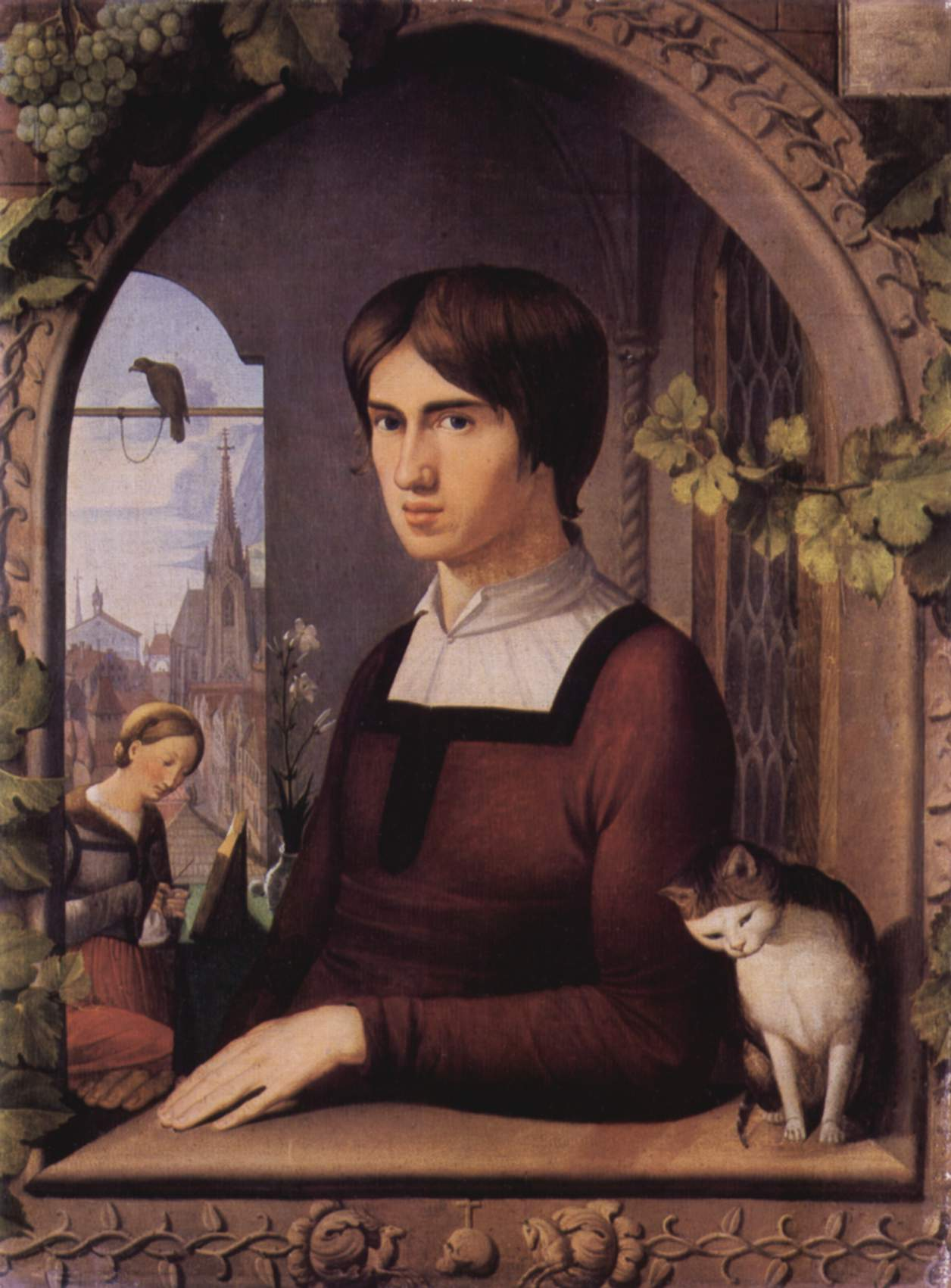
Retrat de Franz Pforr, per Johann Friedrich Overbeck, 1810

Franz Pforr (Frankfurt del Main, 5 d'abril de 1788 – Albano Laziale, 16 de juny de 1812), fou un pintor romàntic alemany adscrit al moviment del natzarenisme.

## Vida
Franz Pforr era fill de Johann Georg Pforr i Johanna Christiane, de soltera Tischbein. El seu primer mestre fou son pare, pintor molt respectat a Frankfurt del Main, especialitzat en cavalls. Als dotze anys, Franz Pforr perdé els seus pares i, un any més tard, el seu únic germà. El seu oncle, J. H. Tischbein, propietari d'una galeria, l'acollí a Kassel el 1801, s'encarregà de la seua educació i aconseguí que l'admeteren en l'Acadèmia de Belles arts de Viena.
Al 1805 ingressà en l'Acadèmia de Viena, dirigida pel clasicista Heinrich Friedrich Füger. Com altres amics i estudiants, entre ells Johann Friedrich Overbeck, Konrad Hottinger i Ludwig Vogel, estava insatisfet amb l'educació de l'acadèmia. Trobaven a faltar certa profunditat de pensament més enllà de l'exterior forma clàssica. Cercaren el seu propi camí i el trobaren en relació amb el passat. "Veritablement, pensàvem que, com més ens apartàrem dels principis de l'acadèmia, més ens acostàvem a la forma correcta de pintar, pròpia dels pintors antics."
Les diferències amb l'acadèmia els portaren a la confrontació. Al 1809 en foren expulsats, i els joves artistes fundaren el 10 de juliol de 1809 la Germanor de sant Lucas, primera associació artística moderna, que pretenia basar la pintura en la religió i un bon treball artesà.
El 1810, al costat d'Overbeck, Ludwig Vogel i Johann Konrad Hottinger, se n'anà a Roma. Allí estudiarien els primitius italians i recuperarien per a l'art una espiritualitat perduda. Ocuparen el monestir abandonat de Sant Isidor, disposats a portar una existència de recolliment pràcticament monacal, en profunda relació amb la natura i amb mitjans de vida artesans.
Hi crearen un estil que més tard seria conegut com a natzarenisme i influiria en la primera meitat del s. XIX com un important moviment dins del romanticisme. Pforr fou el pintor que més influí en aquesta etapa inicial del moviment. Es bolcà en la rememoració d'escenes cavalleresques medievals.
Viatjà a Nàpols i a Albano, on la tuberculosi el matà a l'edat de 24 anys, sense haver vist reconegut el seu art.

## Obra
En la seua curta vida, Franz Pforr creà només un grapat de pintures i centenars de dibuixos. És, però, un dels més importants pintors del romanticisme alemany. Molt influït per Albrecht Dürer, és imaginatiu i apassionat.
Li interessen sobretot els temes històrics i medievals, de connotacions patriòtiques. El seu estil és una mica artificiós, ingenu, de colorit pla i amb unes figures molt hieràtiques. Dins d'aquesta línia hi ha els quadres que dedica a Rodolf I d'Alemanya: Rodolf d'Habsburg i el sacerdot (1809) i L'entrada de Rodolf d'Habsburg a Basilea el 1273 (1808-1810), tots dos conservats en l'Institut Städel de Frankfurt del Main. El 1923 es descobrí un Sant Jordi pintat per Pforr.
La seua obra més coneguda és la pintura al·legòrica Sulamita i Maria (1811). Es considera arquetípica del natzarenisme, el romanticisme religiós alemany. Al costat del tema religiós, inclou al·lusions a la vida del seu amic Overbeck, la seua pròpia vida i l'amor conjugal.

Overbeck i Pforr pintaren el mateix tema per intercanviar-se els quadres com a regal: les dues núvies cristianes per excel·lència, Sulamita, l'esposa del Càntic dels Càntics i Maria. Representaven les esposes imaginàries de tots dos artistes. Franz Pforr pintà Sulamita i Maria en forma de díptic, amb les dues figures femenines separades. Aquest oli es conserva en la Col·lecció Georg Schäfer de Schweinfurt, i té el seu complement en el pintat per Overbeck per a Pforr: el no menys famós Itàlia i Germania (1811-1828).

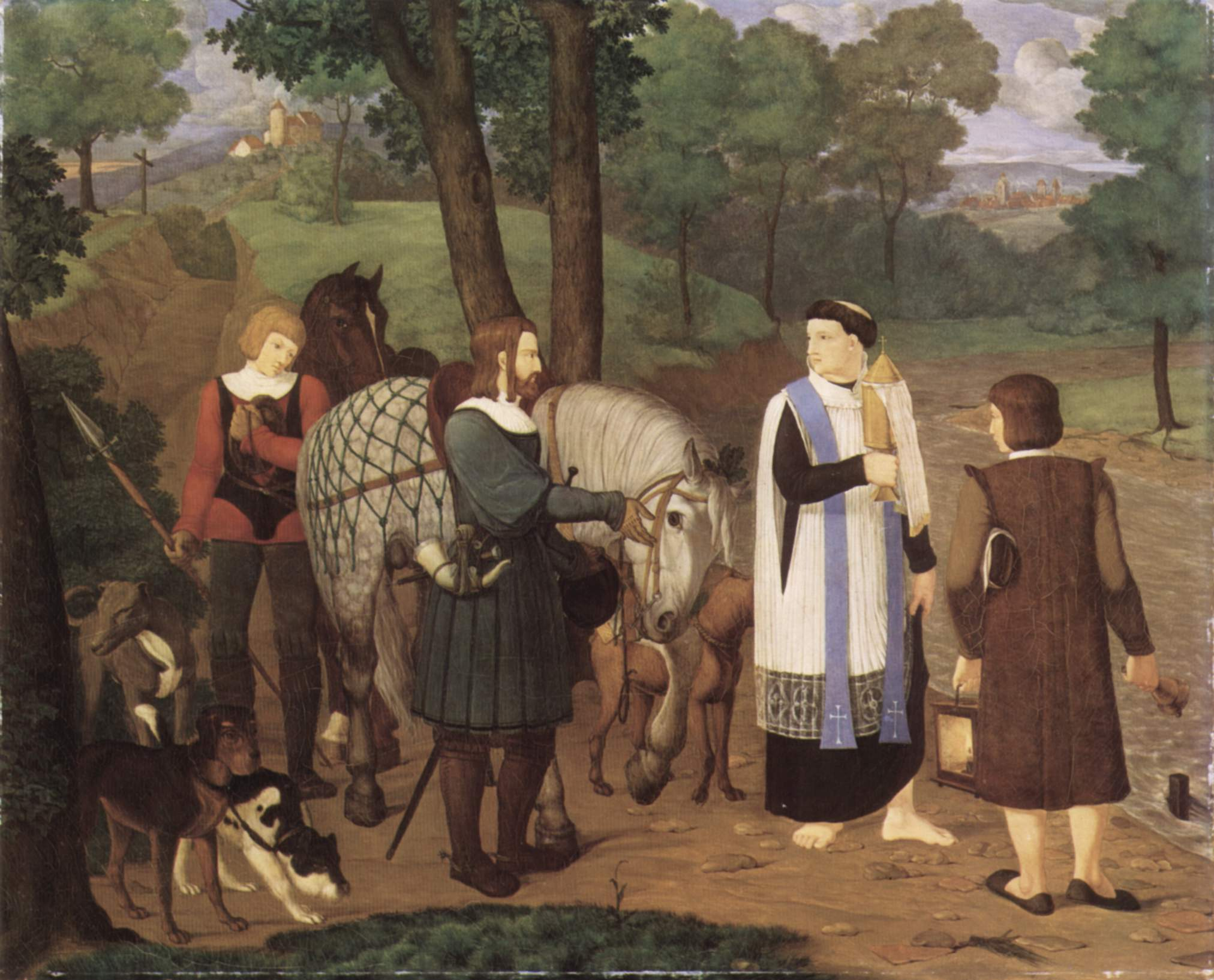
Rodolfo d'Habsburg i el sacerdot, oli, 1809
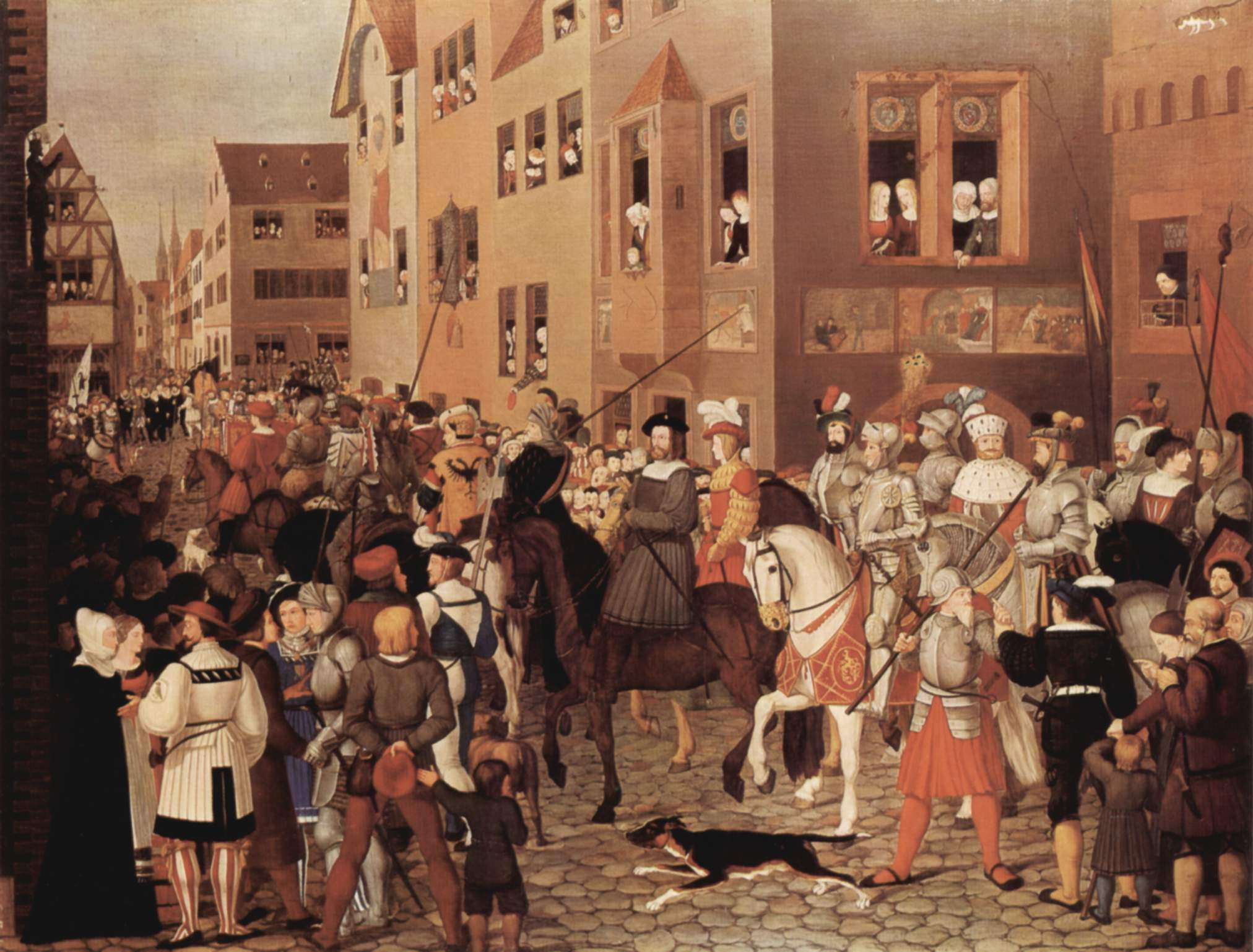
L'entrada de Rodolfo d'Habsburg a Basilea en 1273, 1808-1810
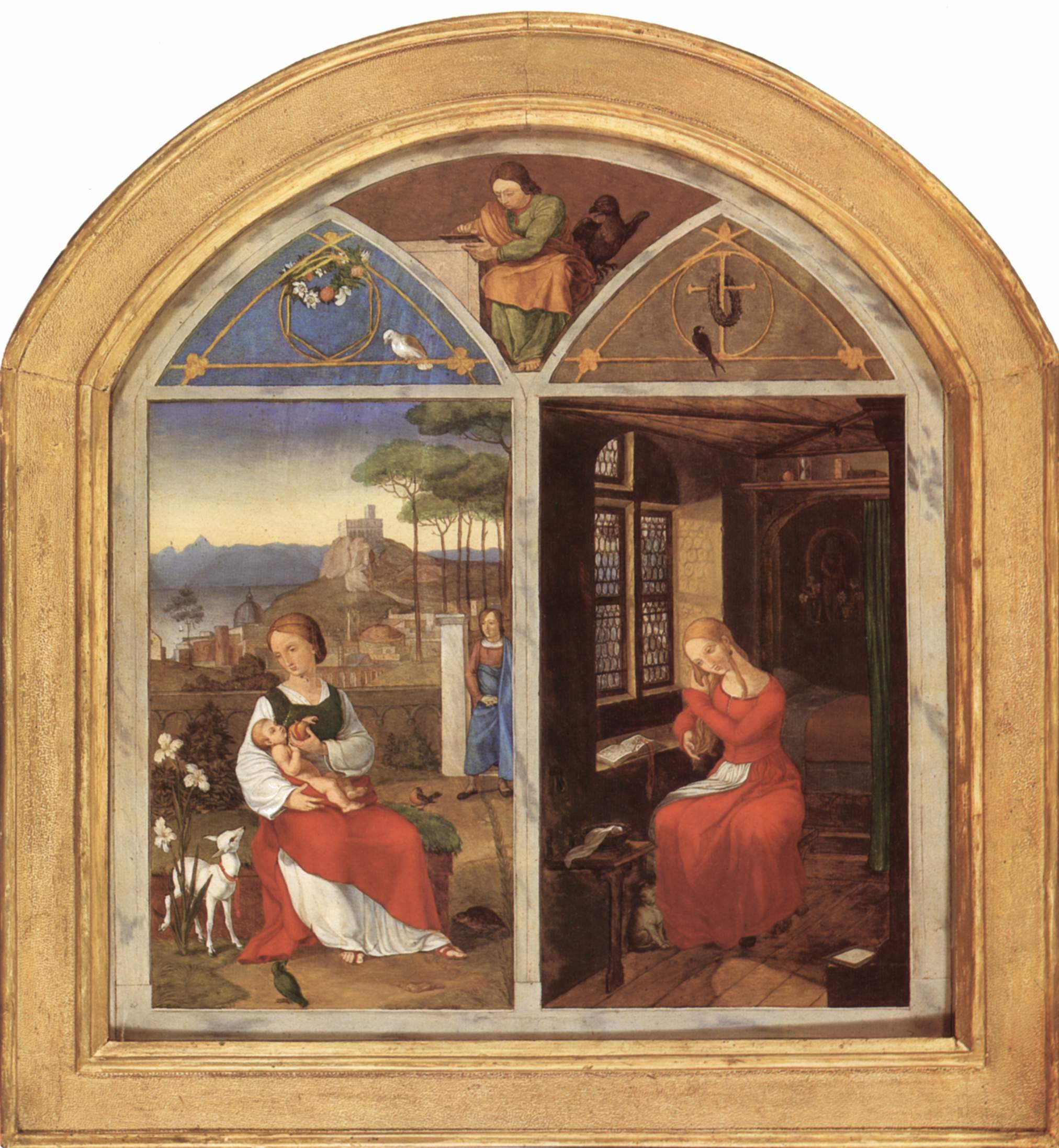
Sulamita i María, oli, 1810-1812